# Pseudojuloides atavai
Pseudojuloides atavai е вид бодлоперка от семейство Labridae.

## Разпространение и местообитание
Видът е разпространен в Малки далечни острови на САЩ, Ниуе, Острови Кук, Питкерн и Френска Полинезия.
Обитава морета, лагуни и рифове. Среща се на дълбочина от 12 до 27 m, при температура на водата от 27,1 до 28,5 °C и соленост 34,5 – 34,9 ‰.

## Описание
На дължина достигат до 13 cm.